# Gideon Lee
Gideon Lee (27 de abril de 1778 Amherst, Massachusetts - 21 de agosto de 1841 Geneva, Nueva York) fue un político estadounidense que llegó a ser alcalde de Nueva York y representante de los Estados Unidos por Nueva York.